# Pyrrhopyge telassa
Espèce
Pyrrhopyge telassa est une espèce de lépidoptères (papillons) de la famille des Hesperiidae, de la sous-famille des Pyrginae, de la tribu des Pyrrhopygini et du genre Pyrrhopyge.

## Dénomination
Pyrrhopyge telassa a été nommé par William Chapman Hewitson en 1866.

### Nom vernaculaire
Pyrrhopyge telassa se nomme Telassa Firetip en anglais,.

### Sous-espèces
- Pyrrhopyge telassa telassa ; présent en Équateur.
- Pyrrhopyge telassa croceimargo Mabille & Boullet, 1908 ; présent en Bolivie et au Pérou.
- Pyrrhopyge telassa phaeax Hopffer, 1874 ; présent au Pérou.
- Pyrrhopyge telassa silex Evans, 1951 ; présent au Pérou[1].

## Description
Pyrrhopyge telassa est un papillon d'une envergure d'environ 46 mm, au corps trapu noir, aux côtés du thorax marqués de rouge et à l'extrémité de l'abdomen rouge. 
Les ailes sont de couleur marron foncé avec une marge orange et au revers des ailes postérieures une marque basale rouge.

## Écologie et distribution
Pyrrhopyge telassa est présent en Équateur, en Bolivie et au Pérou.

### Biotope
Pyrrhopyge telassa réside dans la forêt humide entre 800 m et 1 800 m.

### Protection
Pas de statut de protection particulier.